# A Star Is Born (phim 1937)

1937

1954

1976

2018

A Star Is Born là một kịch bản phim Hollywood nổi tiếng và đã được thực hiện 4 lần vào bốn thập kỷ khác nhau. Vai chính lần lượt trong các phiên bản gồm Janet Gaynor và Fredric March năm 1937, Judy Garland và James Mason năm 1954, Barbra Streisand và Kris Kristofferson năm 1976 và Bradley Cooper và Lady Gaga năm 2018. Nội dung phim xoay quanh câu chuyện một nghệ sỹ đang trên chừng dốc bên kia của sự nghiệp giúp đỡ một cô gái trẻ bứt phá lên đỉnh vinh quang dù điều đó sẽ buộc ông phải đánh đổi chính sự nghiệp và cả mạng sống của mình.
Ba phiên bản đầu của bộ phim nhận được sự tán dương kịch liệt từ giới phê bình và đã gặt hái nhiều giải thưởng và đề cử danh giá trong đó có Giải Oscar và Quả Cầu Vàng. Phản ứng của giới phê bình đối với phiên bản năm 2018 cũng rất tích cực ngay khi trailer phim ra mắt.
Ngoài ra kịch bản này còn được làm lại tại Bollywood với tên Aashiqui 2 năm 2013.

## Cốt truyện
Một nghệ sỹ nổi tiếng, nghiện ngập đang dần hết thời gặp một cô gái vô danh nhưng tài năng và đầy triển vọng. Khi tình cảm nảy nở, cũng vì mong cô được toả sáng, anh đã đưa cô lên đài danh vọng. Khi sự nghiệp của cô càng lúc càng phát triển thì người nghệ sỹ ấy lại càng lúc càng rơi vào khủng hoảng. Vì tình yêu, cô đã quyết hy sinh sự nghiệp của mình để chăm sóc cho anh, người cũng chính là ân nhân của cô. Vô tình biết tin, anh đã tự sát vì tương lai của cô, khiến cô đau đớn và vô cùng tiếc nuối trước cái chết của chồng. Cuối phim, cô gái trở lại với sự nghiệp và tỏa sáng rực rỡ trên bầu trời nghệ thuật để tưởng nhớ anh.

## Diễn viên
| Vai trò   | 1937                                                          | 1954                                            | 1976                                                                          | 2018 |
| --------- | ------------------------------------------------------------- | ----------------------------------------------- | ----------------------------------------------------------------------------- | --- |
| Đạo diễn  | William A. Wellman                                            | George Cukor                                    | Frank Pierson                                                                 | Bradley Cooper |
| Sản xuất  | David O. Selznick                                             | Sidney Luft                                     | Jon Peters Barbra Streisand                                                   | Bill Gerber Jon Peters Todd Phillips Lynette Howell Taylor                                                             |
| Biên kịch | William A. Wellman Robert Carson Dorothy Parker Alan Campbell | Moss Hart                                       | Frank Pierson William A. Wellman Robert Carson John Gregory Dunne Joan Didion | Eric Roth Bradley Cooper Will Fetters                                                                                  |
| Âm nhạc   | Max Steiner                                                   | Ray Heindorf                                    | Roger Kellaway                                                                | |
| Quay phim | W. Howard Greene                                              | Sam Leavitt                                     | Robert Surtees                                                                | Matthew Libatique |
| Nam chính | Fredric March vai Norman Maine                                | James Mason vai Norman Maine                    | Kris Kristofferson vai John Norman Howard                                     | Bradley Cooper vai Jackson Maine                                                                                       |
| Nữ chính  | Janet Gaynor vai Esther Blodgett/Vicki Lester                 | Judy Garland vai Esther Blodgett / Vicki Lester | Barbra Streisand vai Esther Hoffman                                           | Lady Gaga vai Ally |
| Biên tập  | James E. Newcom Anson Stevenson                               | Folmar Blangsted                                | Peter Zinner                                                                  | Jay Cassidy |
| Sản xuất  | Selznick International Pictures                               | Transcona Enterprises                           | First Artists                                                                 | Warner Bros. Pictures Metro-Goldwyn-Mayer Joint Effort Gerber Pictures Peters Entertainment Live Nation Productions[2] |
| Phát hành | United Artists                                                | Warner Bros.                                    | Warner Bros.                                                                  | Warner Bros. Pictures                                                                                                  |
| Kinh phí  | 1.2 triệu USD                                                 | $5,019,770                                      | 6 triệu USD                                                                   | |
| Doanh thu | 2 triệu USD                                                   | $6,100,000 (có tính doanh thu hậu chiếu rạp)    | 80 triệu USD                                                                  | |

### Vai phụ

#### 1937
Phiên bản năm 1937 có sự tham gia của Adolphe Menjou, May Robson, Andy Devine, Lionel Stander and Owen Moore trong các vai phụ

#### 1954
Phiên bản năm 1954 có sự tham gia của:
| - Jack Carson vai Matt Libby - Charles Bickford vai Oliver Niles |  | - Lucy Marlow vai Lola Lavery - Tommy Noonan vai Danny McGuire - Amanda Blake vai Susan Etting |  | - Irving Bacon vai Graves - Hazel Shermet vai thư ký của Libby |

Phiên bản năm 1976 có sự tham gia của:
| - Gary Busey vai Bobbie Ritchie - Paul Mazursky vai Brian Wexler - Joanne Linville vai Freddie Lowenstein |  | - Oliver Clark vai Gary Danziger - Venetta Fields và Clydie King vai nhóm the Oreos |  | - Sally Kirkland vai nhiếp ảnh gia - Marta Heflin vai Quentin với Rita Coolidge và Tony Orlando trong vai chính họ |

#### 2018
Phiên bản năm 2018 có sự tham gia của:
| - Sam Elliott vai Bobby, quản lý của Jackson and Ally - Andrew Dice Clay vai Lorenzo - Dave Chappelle vai Noodles, bạn thân của Jackson. |  | - Rebecca Field - Michael Harney vai Wolfe - Rafi Gavron vai Rez - ban nhạc Lukas Nelson & Promise of the Real trong vai ban nhạc của Jackson |  | - Shangela Laquifa Wadley - Willam Belli vai Emerald - Anthony Ramos vai Ramon - Halsey |

## Giải thưởng
Hai phiên bản đầu tiên nhận được sự tán dương nhiệt liệt từ giới phê bình cùng nhiều giải thưởng lớn. Phiên bản năm 1976 dù không thành công tại giải Oscar và nhận các ý kiến trái chiều từ giới phê bình vẫn gặt hái thành công lớn tại Giải Quả Cầu Vàng trong năm đó.

### 1937
Tại Giải Oscar lần thứ 10, A Star is Born nhận 7 đề cử và thắng một giải. William Wellman thắng giải Oscar duy nhất trong sự nghiệp cho ý tưởng kịch bản. W. Howard Greene nhận giải danh dự cho màu sắc trong phim.
Thắng
- Kịch bản gốc xuất sắc: William Wellman, Robert Carson
- Danh dự: W. Howard Greene

Đề cử
- Phim xuất sắc nhất: Selznick International Pictures; phim màu đầu tiên được đề cử trong hạng mục này.
- Đạo diễn xuất sắc nhất: William Wellman
- Nam diễn viên xuất sắc nhất: Fredric March
- Nữ diễn viên xuất sắc nhất: Janet Gaynor
- Trợ lý đạo diễn xuất sắc nhất: Eric Stacey
- Kịch bản xuất sắc nhất: Dorothy Parker, Alan Campbell, Robert Carson

### 1954
Các giải thưởng và đề cử cho phiên bản năm 1954 gồm:

#### Giải Oscar
- Nữ diễn viên chính xuất sắc nhất—Judy Garland (đề cử)
- Nam diễn viên chính xuất sắc nhất:—James Mason (đề cử)
- Chỉ đạo nghệ thuật -  trang trí bối cảnh xuất sắc (phim màu) —Malcolm C. Bert, Gene Allen, Irene Sharaff, và George James Hopkins (đề cử)
- Thiết kế phục trang xuất sắc nhất (phim màu)—Jean Louis, Mary Ann Nyberg, and Irene Sharaff (đề cử)
- Bài hát trong phim xuất sắc nhất—"The Man that Got Away" (đề cử)
- Hòa âm xuất sắc nhất—Ray Heindorf (đề cử)

#### Các giải khác
- Giải BAFTA cho nữ diễn viên chính ngoại quốc xuất sắc nhất—Judy Garland (đề cử)
- Giải thưởng của hiệp hội đạo diễn Mỹ cho đạo diễn phim—George Cukor (đề cử)
- Giải Quả Cầu Vàng cho nữ chính phim ca nhạc - hài kịch xuất sắc nhất—Judy Garland (thắng giải)
- Giải Qua Cầu Vàng cho nam chính phim ca nhạc - hài kịch xuất sắc nhất—James Mason (thắng giải)
- Giải thưởng của hiệp hội biên kịch Mỹ  cho phim ca nhạc viết xuất sắc nhất—Moss Hart (đề cử)

### 1976
Phiên bản năm 1976 thắng Giải Oscar cho Bài hát hay nhất với ca khúc "Evergreen", người được vinh danh là Streisand và Paul Williams, cùng các đề cử cho quay phim (Robert Surtees), âm thanh (Robert Knudson, Dan Wallin, Robert Glass và Tom Overton) và hòa âm (Roger Kellaway) xuất sắc nhất.
Phim thắng năm giải Qua Cầu Vàng trong bảng đề cử ca nhạc - hài kịch bao gồm Phim hay nhất, Nam và nữa chính xuất sắc nhất (Streisand và Kristofferson), hòa âm xuất sắc  (Paul Williams và Kenny Ascher) và Bài hát trong phim xuất sắc nhất ("Evergreen").
Phần nhạc phim và bài hát chủ đề cũng thắng giải ASCAP và được đề cử giải BAFTA và giải Grammy. Viện phim Mỹ cũng công nhận ca khúc Evergreen vào danh sách AFI's 100 Years...100 Songs với thứ hạng 16 năm 2004.

## Hình ảnh

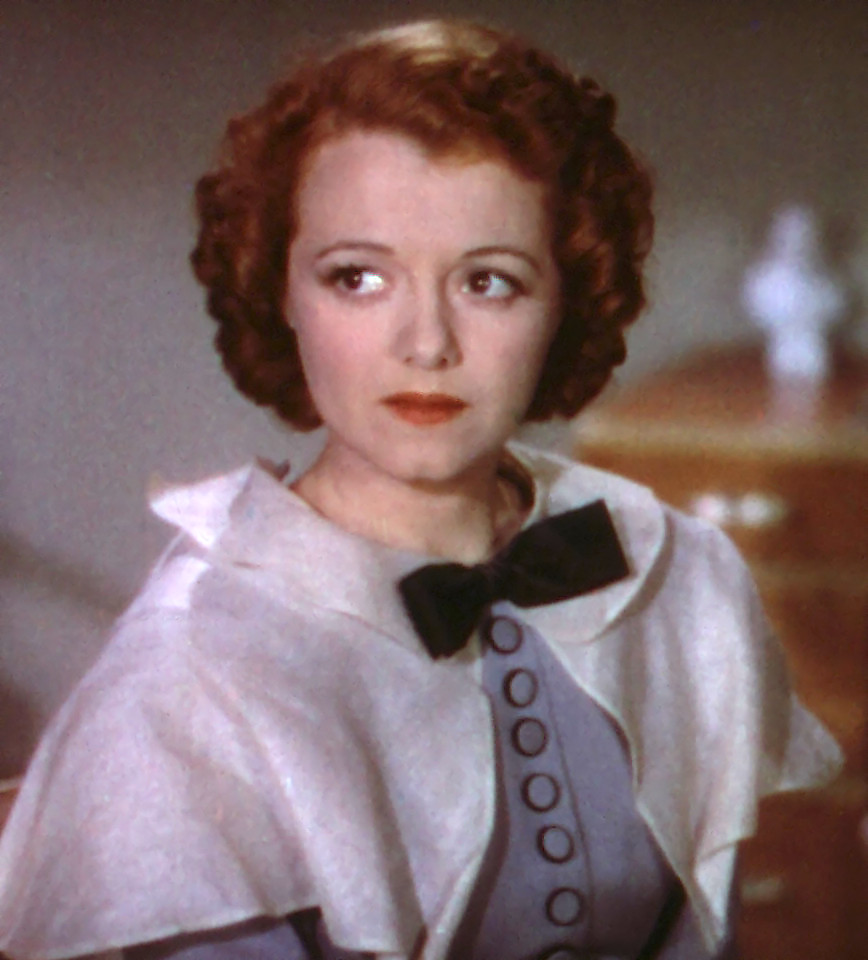
Tạo hình của Janet Gaynor
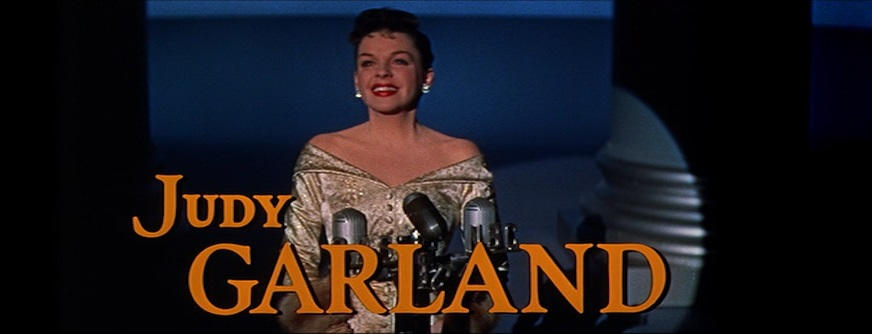
Tạo hình của Judy Garland
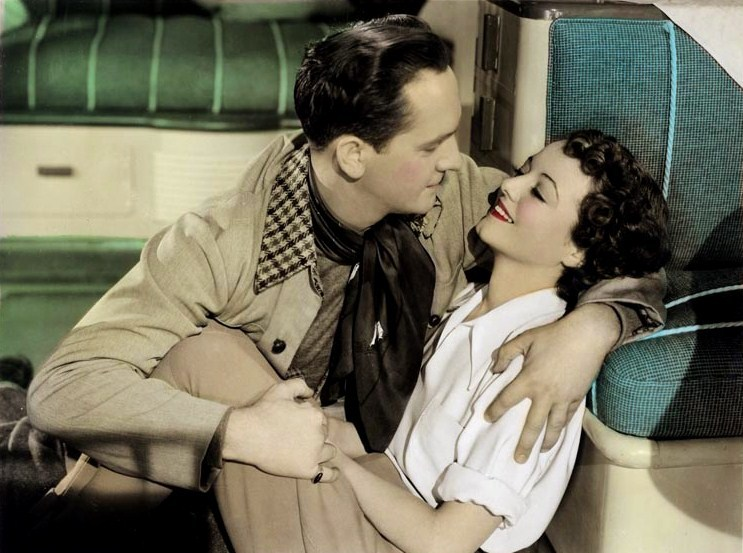
Hai vai chính năm 1937
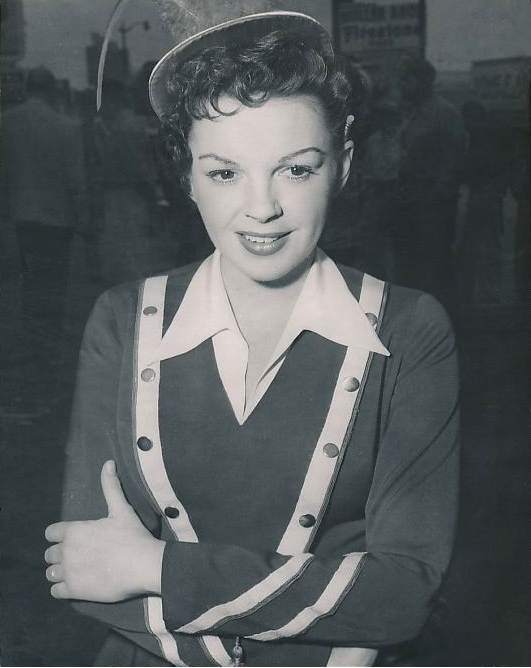
Judy Garland trên phim trường